# Список народных артистов РСФСР за 1991 год
Список народных артистов РСФСР
Ниже приведён список народных артистов РСФСР, звание которым было присвоено в 1991 году.
- Абдулов, Александр Гаврилович (1953—2008) — артист московского театра «Ленком».[1]
- Аксенчук, Иван Семенович (1918—1999) — кинорежиссер киностудии «Союзмультфильм», город Москва, за большие заслуги в области советского киноискусства.[2]
- Аредаков, Григорий Анисимович (род. 1944) — артист Саратовского академического драматического театра имени К. Маркса, за большие заслуги в области советского театрального искусства.[3]
- Ауэрбах, Елизавета Борисовна (1912—1995) — артистка Московской концертной организации (Москонцерт), за большие заслуги в области советского эстрадного искусства.[4]
- Бабятинский, Валерий Константинович (род. 1942) — артист Государственного академического Малого театра СССР, город Москва, за большие заслуги в области советского театрального искусства.[5]
- Барабанова, Мария Павловна (1911—1993) — артистка Центральной киностудии детских и юношеских фильмов имени М. Горького, за большие заслуги в области советского киноискусства.[6]
- Барсов, Виктор Наумович (1928—2001) — художественный руководитель и главный дирижёр симфонического оркестра Кузбасса Кемеровской областной филармонии.[7]
- Безденежный, Анатолий Дмитриевич (1938—2013) — солист Липецкой областной филармонии, за большие заслуги в области советского музыкального искусства.[8]
- Волошина, Елена Константиновна (1924—2014) — солистка Иркутского музыкального театра.[9]
- Ворожцова, Любовь Эвальдовна (род. 1950) — артистка Свердловского театра юного зрителя имени Ленинского комсомола.[7]
- Голубкина, Лариса Ивановна (1940—2025) — артистка Центрального академического театра Советской Армии, за большие заслуги в области советского театрального искусства.[10]
- Горгуль, Анатолий Сергеевич (род. 1938) — артист Краснодарского краевого драматического театра имени М. Горького, за большие заслуги в области советского театрального искусства.[11]
- Дворжецкий, Вацлав Янович (1910—1993) — артист кино, за большие заслуги в области советского киноискусства.[12]
- Демьяненко, Александр Сергеевич (1938—1999) — артист киностудии «Ленфильм», город Ленинград, за большие заслуги в развитии советского киноискусства.[13]
- Дзекун, Александр Иванович (род. 1945) — главный режиссёр Саратовского академического драматического театра имени К. Маркса, за большие заслуги в области советского театрального искусства.[14]
- Дудаев, Муса Абдиевич (1938—2014) — артист Государственного чеченского драматического театра имени X. Нурадилова, за заслуги в области советского театрального искусства[15]
- Евтеева, Елена Викторовна (род. 1947) — солистка балета Ленинградского государственного академического театра оперы и балета имени С. М. Кирова, за большие заслуги в области советского хореографического искусства.[16]
- Живых, Людмила Филипповна (1931—2006) — артистка Карельского филиала Всероссийского объединения «Творческие мастерские» Союза театральных деятелей РСФСР, за большие заслуги в области советского театрального искусства.[17]
- Захаров, Владимир Михайлович (1946—2013) — художественный руководитель, балетмейстер московского театра-шоу «Гжель».[18]
- Зелинская, Зоя Николаевна (1929—2024) — артистка Московского академического театра сатиры, за большие заслуги в области советского театрального искусства.[19]
- Игнатов, Сергей Михайлович (род. 1950) — артист Всесоюзного творческо-производственного объединения государственных цирков «Союзгосцирк».[20]
- Карельских, Евгений Константинович (род. 1946) — артист Государственного академического театра имени Евг. Вахтангова, город Москва.[21]
- Кацель, Мирослав Матвеевич (1930—2000) — артист Хабаровского краевого театра драмы, за большие заслуги в области советского театрального искусства.[22]
- Кацман, Клара Абрамовна (1916—2006) — композитор, Свердловская область.[23]
- Колобков, Сергей Михайлович (1927—2007) — ректор Государственного музыкально-педагогического института имени Гнесиных, за большие заслуги в области советского музыкального искусства.[24]
- Конюхова, Татьяна Георгиевна (1931—2024) — артистка театра киноактера киноконцерна «Мосфильм».[18]
- Крючкова, Светлана Николаевна (род. 1950) — артистка Ленинградского академического Большого драматического театра имени М. Горького, за большие заслуги в области советского театрального искусства.[25]
- Кутепов, Александр Яковлевич (1929—1999) — артист Центрального академического театра Советской Армии, за большие заслуги в области советского театрального искусства.[26]
- Кучуков, Магомет Шабазович (1919—2006) — артист Кабардино-Балкарского драматического театра имени А. Шогенцукова, за большие заслуги в области советского театрального искусства.[27]
- Матвеева, Юлия Петровна (1925—2000) — артистка Кировского областного драматического театра имени С. М. Кирова, за большие заслуги в области советского театрального искусства.[28]
- Моргунов, Борис Григорьевич (1920—1997) — артист Московской концертной организации (Москонцерт).[29]
- Морозов, Игорь Анатольевич (род. 1948) — солист оперы Государственного академического Большого театра СССР, за большие заслуги в области советского музыкального искусства.[30]
- Мурдахаев, Борис Рошелевич (1937—2021) — артист московского цыганского театра «Ромэн».[31]
- Муруев, Юрий Фролович (род. 1948) — солист балета Бурятского академического театра оперы и балета, за большие заслуги в области советского хореографического искусства.[32]
- Наседкин, Алексей Аркадьевич (1942—2014) — солист Всесоюзного гастрольно-концертного объединения «Союзконцерт», за большие заслуги в области советского музыкального искусства.[33]
- Нахабцев, Владимир Дмитриевич (1938—2002) — кинооператор-постановщик Государственного творческо-производственного объединения «Мосфильм», за большие заслуги в развитии советского киноискусства.[34]
- Никоненко, Сергей Петрович (род. 1941) — артист, кинорежиссер-постановщик Центральной киностудии детских и юношеских фильмов имени М. Горького, город Москва, за большие заслуги в развитии советского киноискусства.[35]
- Оболенский, Леонид Леонидович (1902—1991) — артист кино, за большие заслуги в области советского киноискусства.[36]
- Петров, Алексей Васильевич (1941—2009) — артист Академического театра драмы, город Екатеринбург.[21]
- Петросянц (Петросян), Евгений Ваганович (род. 1945) — художественный руководитель, артист Московского концертного ансамбля эстрадных миниатюр Московской концертной организации (Москонцерт), за большие заслуги в области советского эстрадного искусства.[37]
- Погребняк, Светлана Павловна (род. 1943) — артистка Липецкого областного драматического театра имени Л. Н. Толстого, за заслуги в области советского театрального искусства[38]
- Пономарёв, Виталий Васильевич (1939—2020) — артист Липецкого областного драматического театра имени Л. Н. Толстого, за заслуги в области советского театрального искусства[38]
- Пригожин, Люциан Абрамович (1926—1994) — композитор, город Ленинград, за большие заслуги в области советского музыкального искусства.[39]
- Рахматуллин, Шамиль Рахманович (1930—2001) — артист Башкирского академического театра драмы имени М. Гафури, за большие заслуги в области советского театрального искусства.[40]
- Румянцева, Надежда Васильевна (1930—2008) — артистка театра киноактера киноконцерна «Мосфильм».[41]
- Рюмина, Людмила Георгиевна (1949—2017) — солистка Московской концертной организации (Москонцерт), за большие заслуги в области советского музыкального искусства.[42]
- Самарджиди, Леонид Георгиевич (1917—2001) — артист Магнитогорского драматического театра имени А. С. Пушкина, Челябинская область, за большие заслуги в области советского театрального искусства.[43]
- Струве, Георгий Александрович (1932—2004) — директор Московского областного центра эстетического и музыкального воспитания.[44]
- Татосов, Владимир Михайлович (1926—2021) — артист киностудии «Ленфильм», за большие заслуги в области советского киноискусства.[45]
- Толубеев, Андрей Юрьевич (1946—2008) — артист Академического Большого драматического театра имени М. Горького, город Санкт-Петербург.[29]
- Фахреев, Хай Гимадиевич (1929—1991) — артист Башкирского академического театра драмы имени М. Гафури, за большие заслуги в области советского театрального искусства.[46],
- Хаджиева, Нэлли Джемалдиновна (род. 1939) — артистка Государственного чеченского драматического театра имени X. Нурадилова, за заслуги в области советского театрального искусства[15]
- Хазанов Геннадий Викторович (род. 1945) — художественный руководитель и артист концертно-эстрадного коллектива «Моно», город Москва.[7]
- Харченко, Сергей Васильевич (1923—1995) — артист Государственного академического Малого театра СССР, за большие заслуги в области советского театрального искусства.[47]
- Хохолков, Николай Иванович (род. 1945) — солист Иркутского музыкального театра.[48]
- Чеханков, Фёдор Яковлевич (1939—2012) — артист Центрального академического театра Советской Армии, за большие заслуги в области советского театрального искусства.[49]
- Шакуров, Сергей Каюмович (род. 1942) — артист кино, город Москва, за большие заслуги в области советского киноискусства.[50]
- Шевцов, Георгий Львович (1924—1999) — артист Московского Художественного академического театра СССР имени М. Горького, за большие заслуги в области театрального искусства.[51]
- Шемшур, Виктор Григорьевич (род. 1945) — артист Всесоюзного творческо-производственного объединения государственных цирков «Союзгосцирк», город Москва, за большие заслуги в развитии советского циркового искусства.[52]